# Eilema marginata
Eilema marginata is een vlinder uit de familie spinneruilen (Erebidae), onderfamilie beervlinders (Arctiinae). De wetenschappelijke naam van de soort is voor het eerst geldig gepubliceerd in 1844 door Guérin-Méneville.
Deze nachtvlinder komt voor in tropisch Afrika.